# Пакрачки санџак
Пакрачки санџак (Санџак Зачасна, Санџак Чазма, Санџак Церник) је био санџак (административна јединица) Османског царства. Налазио се на подручју данашње Славоније. Формиран је 1557. године, након османског освајања целе Пожешке жупаније и источног дела Крижевачке жупаније. Први управни центар санџака била је Чазма, а потом Пакрац (од 1559. године) и Церник (од 1592. године). Санџак је у почетку припадао Румелијском ејалету, а потом је 1580. године укључен у састав новоствореног Босанског ејалета. За време Бечког рата (1683-1699), целокупно подручје Пакрачког санџака су током 1687. и 1688. године запоселе хабзбуршке снаге, али османска власт је обновљена 1690. године, но само накратко, пошто је до коначног ослобођења дошло већ током 1691. године. Склапањем Карловачког мира (1699), територија овог санџака је и званично припала Хабзбуршкој монархији.
Становништво Пакрачког санџака чинили су највећим делом православни Срби и римокатолички Шокци, док је муслиманско становништво било присутно првенствено у већим местима. Православни Срби на простору овог санџака потпадали су под надлежност тадашње Пожешке епархије, која је припадала Српској патријаршији, а шира област је временом добила и посебан назив Мала Влашка, управо по локалном српском становништву које је било у влашком статусу.